# بطولة غرب آسيا لكرة الصالات 2022
بطولة غرب آسيا لكرة الصالات 2022 هي النسخة الرابعة من بطولة اتحاد غرب آسيا لكرة الصالات. أُقيمت في مدينة الكويت، بالكويت.

## الفرق
شاركت ثمانية فرق في البطولة. لن تشارك الأردن، قطر، سوريا، واليمن.
| الفريق                   | الظهور | آخر ظهور | أفضل أداء سابق       |
| ------------------------ | ------ | -------- | -------------------- |
| البحرين                  | الثاني | 2009     | المركز الرابع (2009) |
| العراق                   | الرابع | 2012     | البطل (2009)         |
| الكويت                   | الثاني | 2012     | المركز الرابع (2012) |
| لبنان                    | الثالث | 2009     | الوصيف (2007)        |
| عمان                     | الأول  | —        | أول ظهور             |
| السعودية                 | الأول  | —        | أول ظهور             |
| فلسطين                   | الثاني | 2012     | المركز الخامس (2012) |
| الإمارات العربية المتحدة | الأول  | —        | أول ظهور             |

## الحكام
| - حسين البحار - رواند رشيد شوان - عيسى عبدالحسين - خليل بلحاوان - أحمد الغيث |

## مرحلة المجموعات

### المجموعة أ
| م | الفريق     | لعب | ف | ت | خ | أ.له | أ.ع | أ.ف | نقاط | التأهل          |
| - | ---------- | --- | - | - | - | ---- | --- | --- | ---- | --------------- |
| 1 | الكويت (H) | 3   | 2 | 1 | 0 | 12   | 7   | +5  | 7    | مرحلة المجموعات |
| 2 | السعودية   | 3   | 2 | 0 | 1 | 9    | 8   | +1  | 6    | مرحلة المجموعات |
| 3 | العراق     | 3   | 1 | 1 | 1 | 10   | 9   | +1  | 4    |                 |
| 4 | فلسطين     | 3   | 0 | 0 | 3 | 6    | 13  | −7  | 0    |                 |

| فلسطين            | 1–2                         | السعودية                                 |
| ----------------- | --------------------------- | ---------------------------------------- |
| - رشيد شواهنة 22' | تقرير تقرير ما قبل المباراة | - عبدالإله العتيبي 19' - فهد الرديني 39' |

| الكويت                               | 2–2                         | العراق                                           |
| ------------------------------------ | --------------------------- | ------------------------------------------------ |
| - يوسف الخليفة 12' - صالح الفاضل 15' | تقرير تقرير ما قبل المباراة | - عبد الرحمن المصبحي 9' (ه.ذ.) - علي إسماعيل 28' |

| العراق                                                                             | 6–4                         | فلسطين                                      |
| ---------------------------------------------------------------------------------- | --------------------------- | ------------------------------------------- |
| - حيدر درويل 28' - وليد فاهم 29'، 36' - حامد زريج 37' - غيث عرب 38' - علي أحمد 40' | تقرير تقرير ما قبل المباراة | - أدهم خويلد 12'، 25'، 39' - عدنان سلوم 32' |

| السعودية                                                            | 4–5                         | الكويت                                                                                        |
| ------------------------------------------------------------------- | --------------------------- | --------------------------------------------------------------------------------------------- |
| - عبد الإله العتيبي 4'، 7' - فهد الرديني 29' - عبد الرحمن المُلّا 33' | تقرير تقرير ما قبل المباراة | - عبد العزيز البسام 5' - عبد الرحمن المصبحي 8'، 14' - عبد الرحمن الطويل 16' - صالح الفاضل 39' |

| الكويت                                                                                                | 5–1                         | فلسطين           |
| --- | --------------------------- | ---------------- |
| - عبد العزيز البسام 13' - عبد الرحمن المصبحي 19' - حمد حيات 21' - صالح الفاضل 25' - سلمان البيجان 30' | تقرير تقرير ما قبل المباراة | - موسى هرارة 20' |

| السعودية                                       | 3–2   | العراق                                 |
| ---------------------------------------------- | ----- | -------------------------------------- |
| - عبد الإله العتيبي 29'، 39' - صالح القرني 39' | تقرير | - وليد فاهم 20' - محسن فقيه 32' (ه.ذ.) |

### المجموعة ب
| م | الفريق                   | لعب | ف | ت | خ | أ.له | أ.ع | أ.ف | نقاط | التأهل          |
| - | ------------------------ | --- | - | - | - | ---- | --- | --- | ---- | --------------- |
| 1 | عمان                     | 3   | 1 | 2 | 0 | 9    | 7   | +2  | 5    | مرحلة المجموعات |
| 2 | لبنان                    | 3   | 1 | 2 | 0 | 6    | 5   | +1  | 5    | مرحلة المجموعات |
| 3 | البحرين                  | 3   | 1 | 2 | 0 | 10   | 5   | +5  | 5    |                 |
| 4 | الإمارات العربية المتحدة | 3   | 0 | 0 | 3 | 5    | 13  | −8  | 0    |                 |

1. 1 2 3  الأهداف المسجلة في المباريات بين الفرق المتعادلة: عُمان 5، لبنان 4، البحرين 3

| لبنان           | 1–1                         | البحرين         |
| --------------- | --------------------------- | --------------- |
| - حسن زيتون 39' | تقرير تقرير ما قبل المباراة | - فلاح يوسف 32' |

| عمان                                                                             | 4–2                         | الإمارات العربية المتحدة                |
| -------------------------------------------------------------------------------- | --------------------------- | --------------------------------------- |
| - معتصم الشامسي 12' - عيسى البلوشي 23' - سامر البلوشي 29' - محمد تقي اللواتي 32' | تقرير تقرير ما قبل المباراة | - عبد الله الفلاسي 20' - طاهر بزيبر 40' |

| الإمارات العربية المتحدة | 1–2                         | لبنان                               |
| ------------------------ | --------------------------- | ----------------------------------- |
| - حمد البلوشي 28'        | تقرير تقرير ما قبل المباراة | - أحمد خير الدين 33' - علي هاشم 34' |

| البحرين                       | 2–2                         | عمان                    |
| ----------------------------- | --------------------------- | ----------------------- |
| - عمار علي 4' - جاسم عنان 13' | تقرير تقرير ما قبل المباراة | - معتصم الشامسي 7'، 15' |

| البحرين | 7–2                         | الإمارات العربية المتحدة              |
| --- | --------------------------- | ------------------------------------- |
| - خالد أمحيري 6' (ه.ذ.) - صالح سنجار 10' - سلمان محمد 11'، 17' - أحمد عنتر 12' - سيد عباس 19' - عمار علي 23' | تقرير تقرير ما قبل المباراة | - محمد علي 23' - عبد الله الفلاسي 31' |

| عمان                                                     | 3–3   | لبنان                                               |
| -------------------------------------------------------- | ----- | --------------------------------------------------- |
| - زامل البلوشي 14' - مهند الشibli 18' - سامر البلوشي 30' | تقرير | - علي هاشم 17' - حسن زيتون 20' - أحمد خير الدين 29' |

## مرحلة خروج المغلوب

### القوس
|  | نصف النهائي | نصف النهائي |         |   | النهائي | النهائي |
|  |             |             |         |   |         |         |
|  | 11 June     |             |         |   |         |         |
|  |             |             |         |   |         |         |
|  | الكويت      | 6           |         |   |         |         |
|  | الكويت      | 6           | 13 June |   |         |         |
|  | لبنان       | 3           |         |   |         |         |
|  | لبنان       | 3           | الكويت  | 5 |         |         |
|  | 11 June     |             | الكويت  | 5 |         |         |
|  |             | السعودية    | 3       |   |         |         |
|  | عمان        | السعودية    | 3       | 3 |         |         |
|  | عمان        |             |         | 3 |         |         |
|  | السعودية    | 4           |         |   |         |         |
|  | السعودية    | 4           |         |   |         |         |

### نصف النهائي
| الكويت                                                                                          | 6–3                         | لبنان                      |
| ----------------------------------------------------------------------------------------------- | --------------------------- | -------------------------- |
| - عبد الرحمن الطويل 1' - يوسف الخليفة 8'، 34' - حمد حيات 19' - صالح الفاضل 22' - حمد العوضي 38' | تقرير تقرير ما قبل المباراة | - مصطفى رحيّم 11'، 36'، 39' |

| عمان                                           | 3–4                         | السعودية                                        |
| ---------------------------------------------- | --------------------------- | ----------------------------------------------- |
| - زامل البلوشي 17' - محمد تقي اللواتي 19'، 28' | تقرير تقرير ما قبل المباراة | - محسن فقيه 8'، 16' - عبد الله المغربي 24'، 29' |

### النهائي
| الكويت | 5–3                         | السعودية                                                   |
| --- | --------------------------- | ---------------------------------------------------------- |
| - صالح الفاضل 3' - عبد الرحمن المصبحي 7' - يوسف الخليفة 27' - عبد اللطيف العباسي 32' - عبد الرحمن الطويل 36' | تقرير تقرير ما قبل المباراة | - عبد الله المغربي 4' - معاذ العسيري 19' - صالح القرني 24' |

## قائمة الهدافين
عدد الأهداف المُسجلة  91 هدفًا  في 15 مباراة، بمتوسط 6.07 هدفًا في المباراة الواحدة.
5 أهداف
- صالح الفاضل
- عبدالإله العتيبي

4 أهداف
- عبد الرحمن المصبحي
- يوسف الخليفة

3 أهداف
- وليد فاهم
- مصطفى رحيّم
- عبد الرحمن الطويل
- معتصم الشامسي
- محمد تقي اللواتي
- أدهم خويلد
- عبد الله المغربي

هدفان
- عمار علي
- سلمان محمد
- عبد العزيز البسام
- حمد حيات
- علي هاشم
- أحمد خير الدين
- حسن زيتون
- سامر البلوشي
- زامل البلوشي
- فهد الرديني
- محسن فقيه
- صالح القرني
- عبد الله الفلاسي

هدف ذاتي
- عبد الرحمن المصبحي (ضد العراق)
- محسن فقيه (ضد العراق)
- خالد المهيري (ضد البحرين)

## الترتيب النهائي
| م | الفريق                   | لعب | ف | ت | خ | أ.له | أ.ع | أ.ف | نقاط | النتيجة النهائية |
| - | ------------------------ | --- | - | - | - | ---- | --- | --- | ---- | ---------------- |
| 1 | الكويت                   | 5   | 4 | 1 | 0 | 23   | 13  | +10 | 13   | الأبطال          |
| 2 | السعودية                 | 5   | 3 | 0 | 2 | 16   | 16  | 0   | 9    | الوصيف           |
| 3 | عمان                     | 4   | 1 | 2 | 1 | 12   | 11  | +1  | 5    | المركز الثالث    |
| 4 | لبنان                    | 4   | 1 | 2 | 1 | 9    | 11  | −2  | 5    | المركز الرابع    |
|   |                          |     |   |   |   |      |     |     |      |                  |
| 5 | البحرين                  | 3   | 1 | 2 | 0 | 10   | 5   | +5  | 5    | المركز الخامس    |
| 6 | العراق                   | 3   | 1 | 1 | 1 | 10   | 9   | +1  | 4    | المركز السادس    |
| 7 | فلسطين                   | 3   | 0 | 0 | 3 | 6    | 13  | −7  | 0    | المركز السابع    |
| 8 | الإمارات العربية المتحدة | 3   | 0 | 0 | 3 | 5    | 13  | −8  | 0    | المركز الثامن    |

## وصلات خارجية
- Futsalplanet.com